# Thelairosoma major
Thelairosoma major là một loài ruồi trong họ Tachinidae.